# Служба за трудова повинност
Службата за трудова повинност (на немски: Reichsarbeitsdienst, RAD) е държавен орган в Нацистка Германия.
Служи на правителството за справяне с огромната безработица в Третия райх след идването на нацистите на власт. Функционира от 1934 до 1945 г. под несменяемото ръководство на Константин Хирл (Konstantin Hierl), близък съратник на Хитлер от основаването на НСДАП.
Според германския вариант на тази статия идеята за общогерманска паравоенна трудова повинност е почерпена от България, където още през 1920 г. Александър Стамболийски въвежда трудова повинност.
В годините преди и по време на Втората световна война организацията става структура в подкрепа на Вермахта.